# Uvariopsis bisexualis
Uvariopsis bisexualis là một loài thực vật thuộc họ Annonaceae. Đây là loài đặc hữu của Tanzania.